# Sawah Darat
Sawah Darat is een bestuurslaag in het regentschap Lahat van de provincie Zuid-Sumatra, Indonesië. Sawah Darat telt 308 inwoners (volkstelling 2010).